# Calcarea
Pour les articles homonymes, voir Calcarea (homonymie).
Classe
Position phylogénétique
- Opisthocontes
  - Choano-organismes
    - Choanoflagellés
    - Métazoaires
      - Porifera
        - Éponges hexactinellides
        - Démosponges
        - Éponges calcaires

      - Epithéliozoaires
        - Homoscléromorphes
        - Placozoaires
        - Eumétazoaires
          - Cténophores
          - Cnidaires
          - Bilatériens
            - Orthonectides
            - Deutérostomiens
              - Chordés
              - Xénambulacraires
                - Ambulacraires
                - Xénacoelomorphes

            - Protostomiens
              - Chétognathes ?
              - Lophotrochozoaires

              - Ecdysozoaires
                - Panarthropodes
                - Nématozoaires
                - Scalidophores

Les éponges calcaires (Calcarea ou Calcispongia) forment une classe appartenant à l'embranchement des Porifera.

## Structure
Le squelette de ces éponges est exclusivement constitué de spicules calcaires, le plus souvent sous la forme de calcite, formant parfois une masse continue. Une différence avec les autres « Éponges » est l'absence d'une différenciation des spicules en microsclères et mégasclères. Ces deux points constituent des caractéristiques propres à ce groupe.
Les formes rencontrées vont des plus simples (type ascon), aux plus complexes comportant en plus des corbeilles vibratiles et des canaux inhalants et exhalants (type leucon), en passant par les formes intermédiaires n'ayant en plus que des chambres vibratiles (type sycon).

## Habitat
Les éponges calcaires sont toutes marines. Mais, probablement à cause de la composition de leur squelette, la plupart des espèces se rencontrent dans les 100 premiers mètres sous la surface. (Voir solubilité du carbonate de calcium).
Cependant, certaines espèces habitent à des profondeurs abyssales.

## Éthologie
Ces organismes ont besoin d'un substrat dur pour se développer. La larve se fixe sur un support par l'extrémité blastoporale.

## Embryologie
La gastrulation a été observée dans les formes Sycon.

## Liste des ordres
Selon World Register of Marine Species (18 mai 2025) :
- sous-classe Calcaronea Bidder, 1898
  - ordre Baerida Borojevic, Boury-Esnault & Vacelet, 2000
    - famille Baeriidae Borojevic, Boury-Esnault & Vacelet, 2000
    - famille Lepidoleuconidae Vacelet, 1967
    - famille Petrobionidae Borojevic, 1979
    - famille Trichogypsiidae Borojevic, Boury-Esnault & Vacelet, 2000

  - ordre Leucosolenida Hartman, 1958
    - famille Achramorphidae Borojevic, Boury-Esnault, Manuel & Vacelet, 2002
    - famille Amphoriscidae Dendy, 1893
    - famille Grantiidae Dendy, 1893
    - famille Heteropiidae Dendy, 1893
    - famille Jenkinidae Borojevic, Boury-Esnault & Vacelet, 2000
    - famille Lelapiidae Dendy & Row, 1913
    - famille Leucosoleniidae Minchin, 1900
    - famille Sycanthidae Lendenfeld, 1891
    - famille Sycettidae Dendy, 1893

  - ordre Lithonida Vacelet, 1981
    - famille Minchinellidae Dendy & Row, 1913
- sous-classe Calcinea Bidder, 1898
  - ordre Clathrinida Hartman, 1958
    - famille Clathrinidae Minchin, 1900
    - famille Dendyidae De Laubenfels, 1936
    - famille Lelapiellidae Borojevic, Boury-Esnault & Vacelet, 1990
    - famille Leucaltidae Dendy & Row, 1913
    - famille Leucascidae Dendy, 1893
    - famille Leucettidae de Laubenfels, 1936
    - famille Levinellidae Borojevic & Boury-Esnault, 1986
    - famille Murrayonidae Dendy & Row, 1913
    - famille Paramurrayonidae Vacelet, 1967

  - Clathrinida incertae sedis Borojevic, Boury-Esnault, Manuel & Vacelet, 2002
    - genre Leucomalthe Haeckel, 1872
- Sous-classe non-définie
  - ordre Heterocoela Poléjaeff, 1883
  - ordre Homocoela Poléjaeff, 1883

## Espèces remarquables
- Chancellaria sp. (plus ancien fossile connu : -540 MA;Cambrien)
- Clathrina clathrus
- Grantia compressa
- Leucandria aspera
- Leucosolenia complicata
- Sycon elegans
- Sycon raphanus

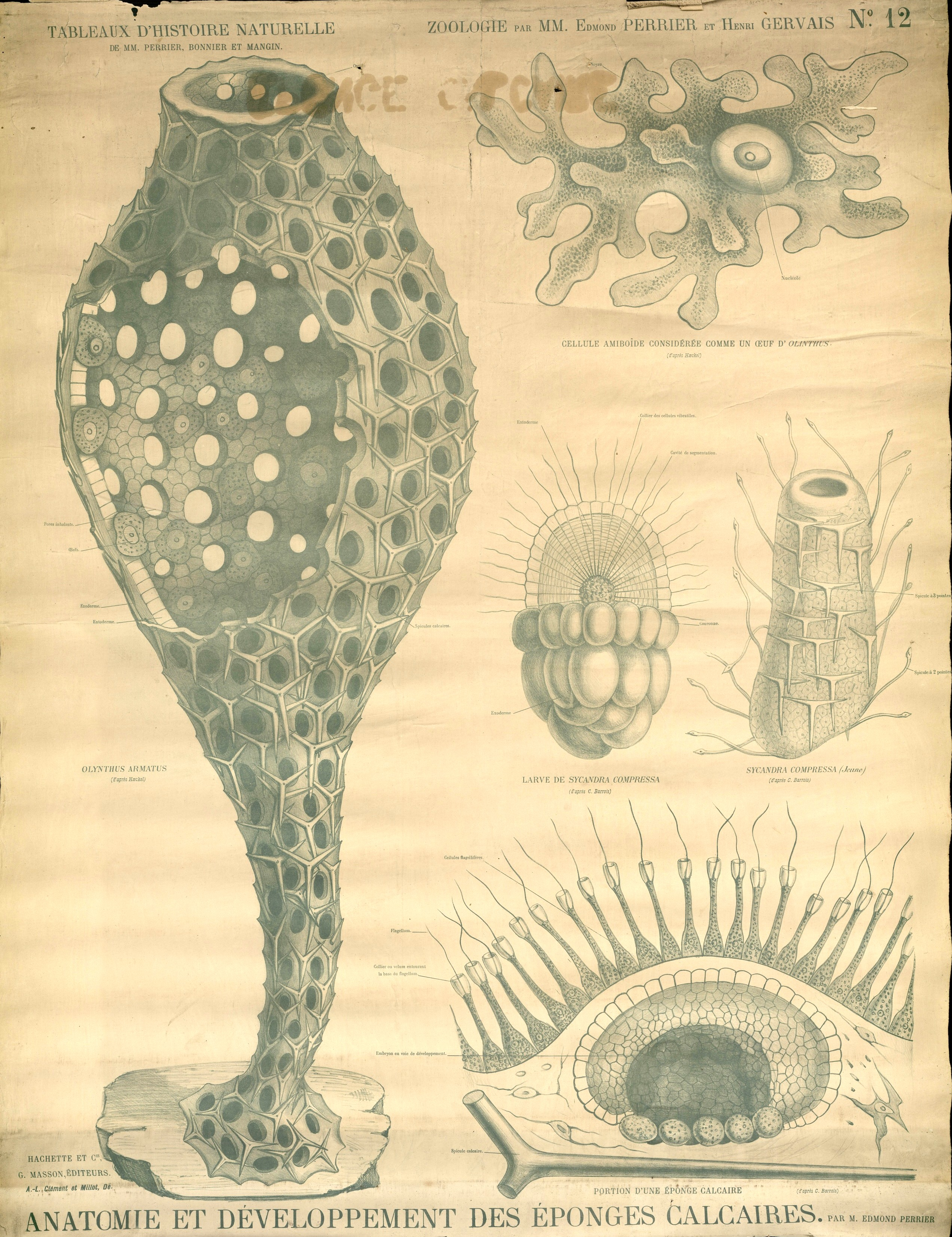
Olynthus armatus et Sycandra compressa
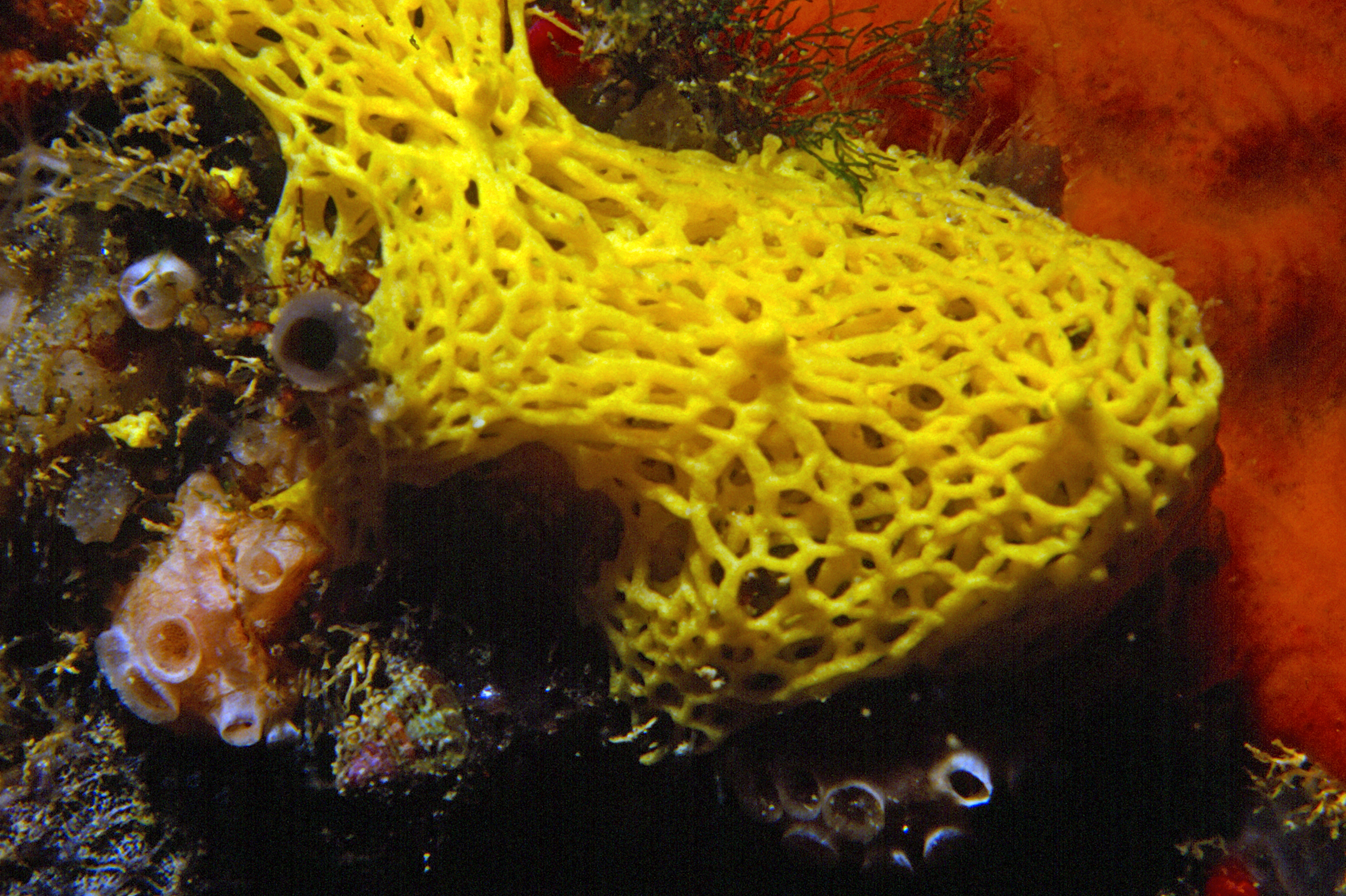
Clathrina clathrus (Clathrinidae)
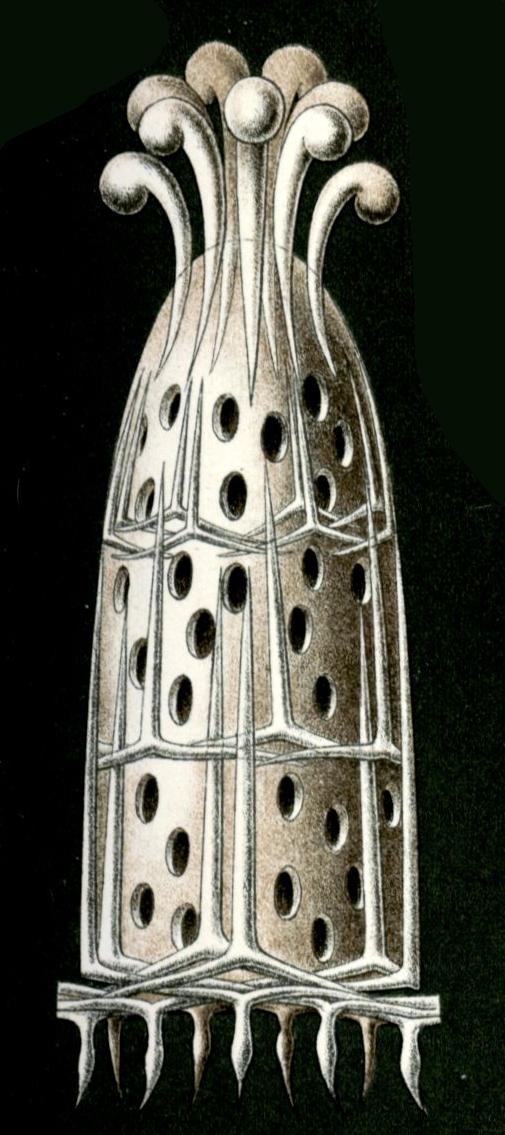
Grantia compressa (Grantiidae)
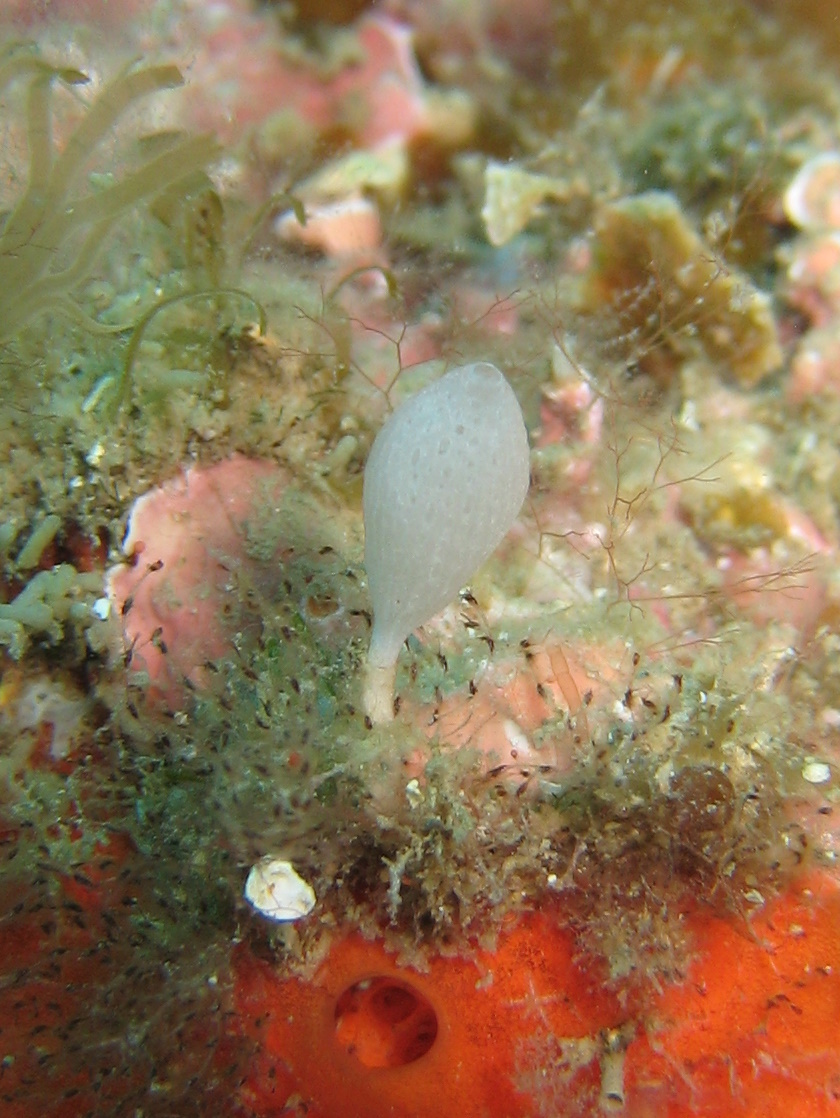
Guancha lacunosa (Clathrinidae)
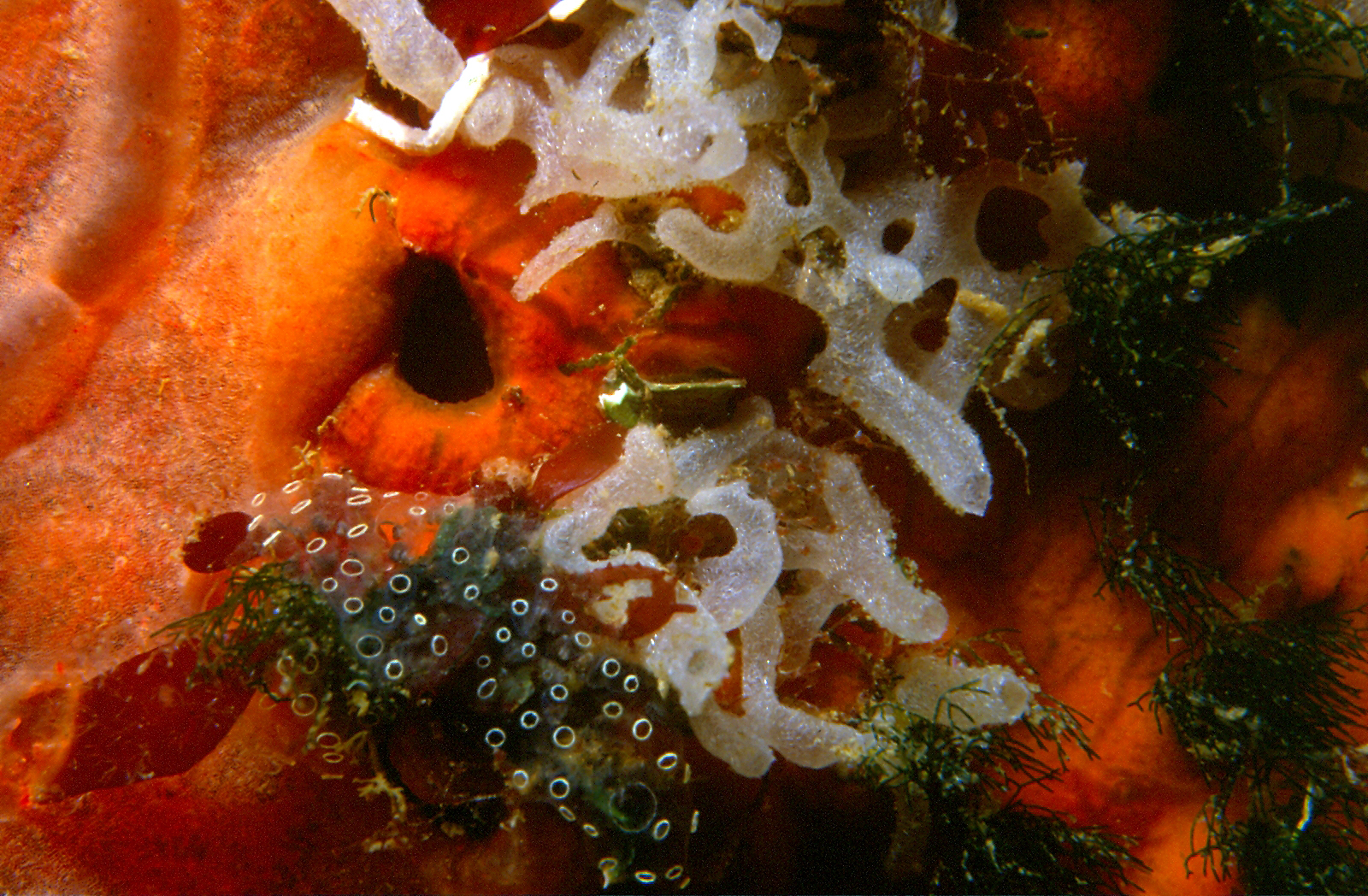
Leucosolenia variabilis (Leucosoleniidae)